# أول تسلق

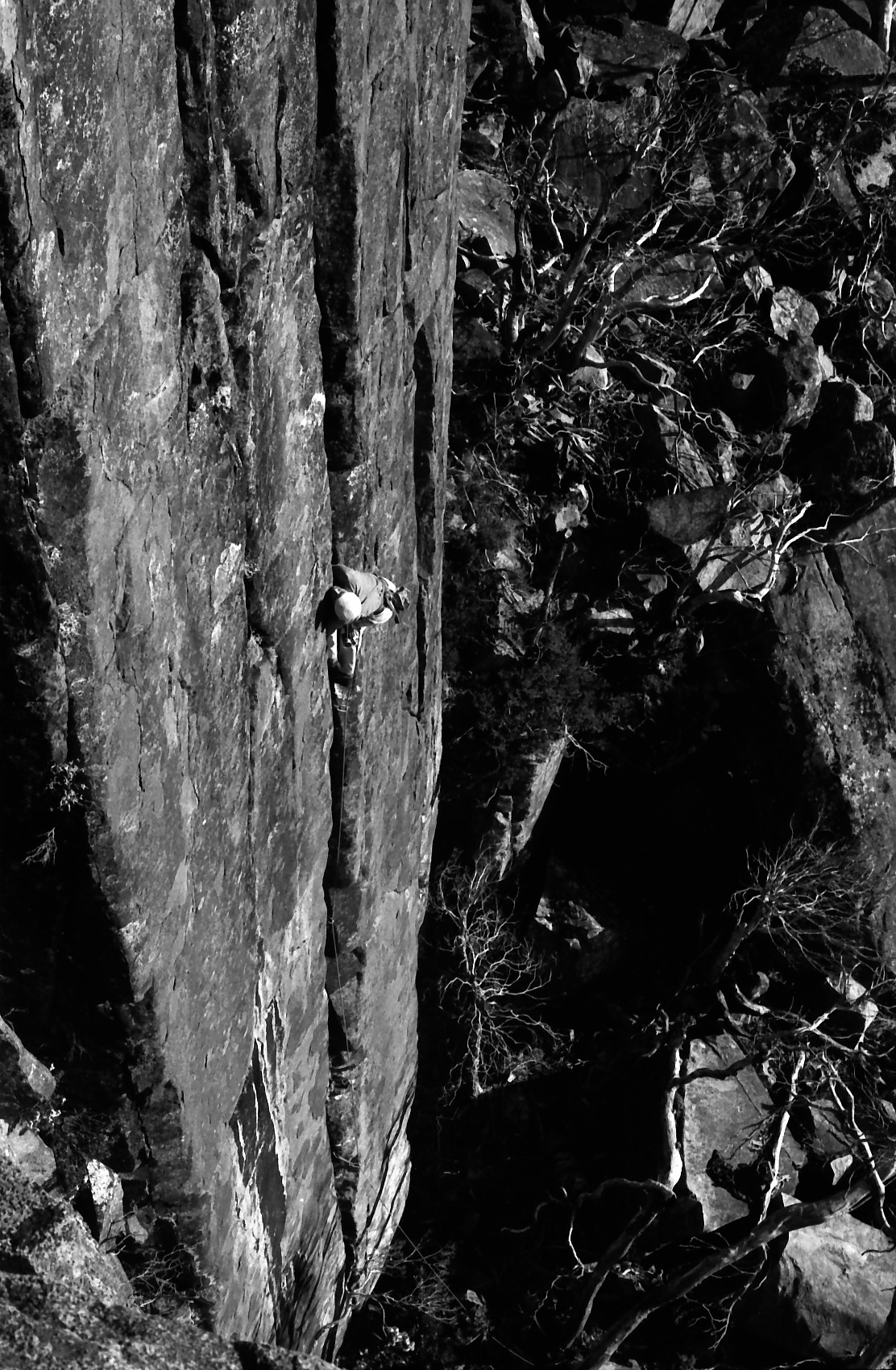
هنري باربير أول متسلق لجبل ويلنجتون في تاسمانيا، 1975

أول تسلق يُشير إلى المحاولة الأولى الناجحة في الوصول إلى إحدى مُرتفعات الجبال تسلُقاً حسب المُوّثق في السجلات الرسمية، وصاحب الإنجاز يُسمى أول متسلق الذي دائماً ما يوُاجه المصاعب والمخاطر أثناء تسلقه، تُعتبر هذه المغامرة مرحلة استكشافية جديدة إذ يُكتشف فيها أماكن لم يُسبق أن زارها أحد في قمم تلك المُرتفعات. من أشهر أوائل المُتسلقين هما إدموند هيلاري وتينسينغ نورغاي اللذان نجحا سوياً في تسلق أعلى قمة في العالم وهي قمة جبل إفرست في عام 1953.